# Varia
För andra betydelser, se Varia (olika betydelser).

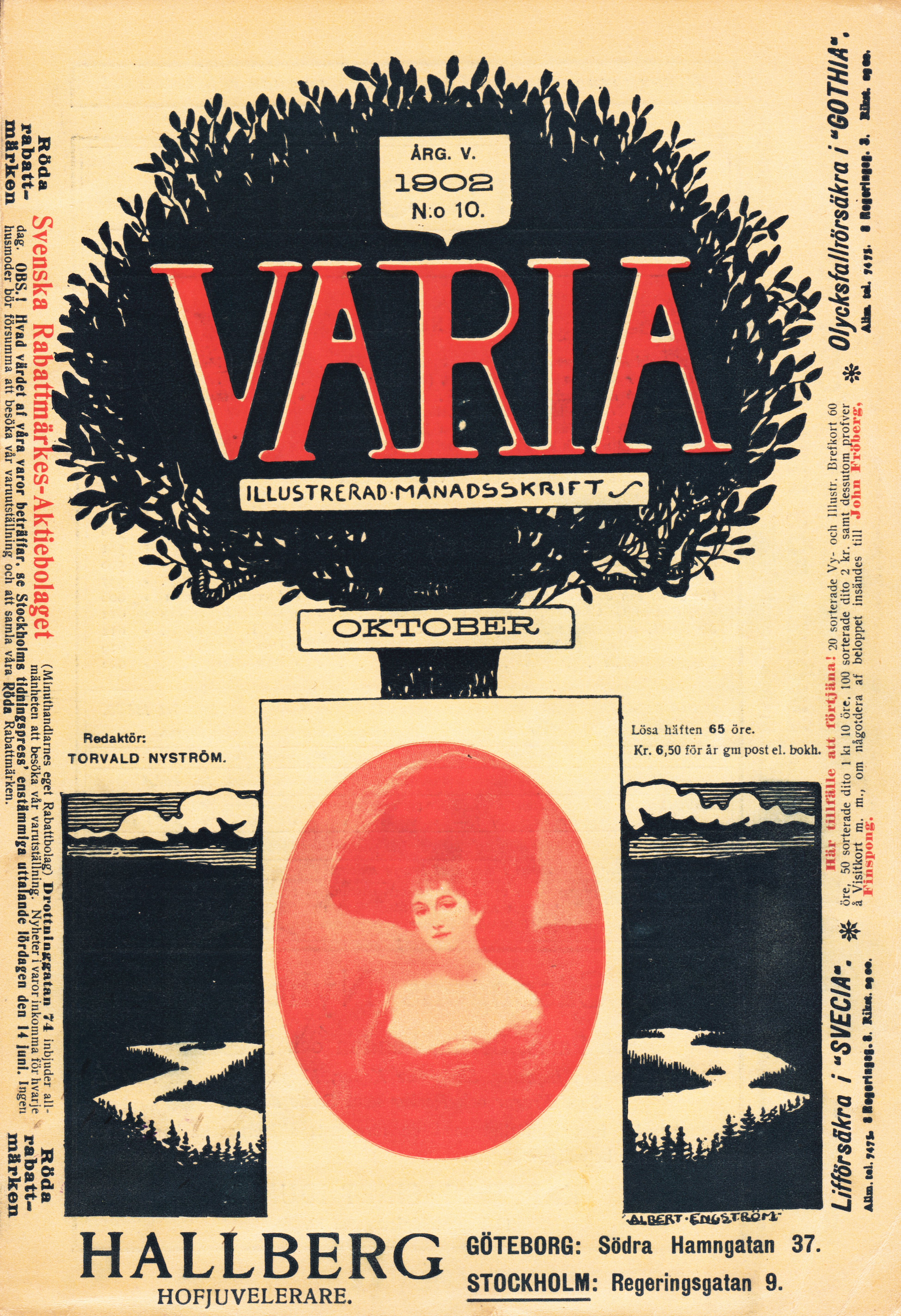
Omslaget till Varia utfört av Albert Engström.

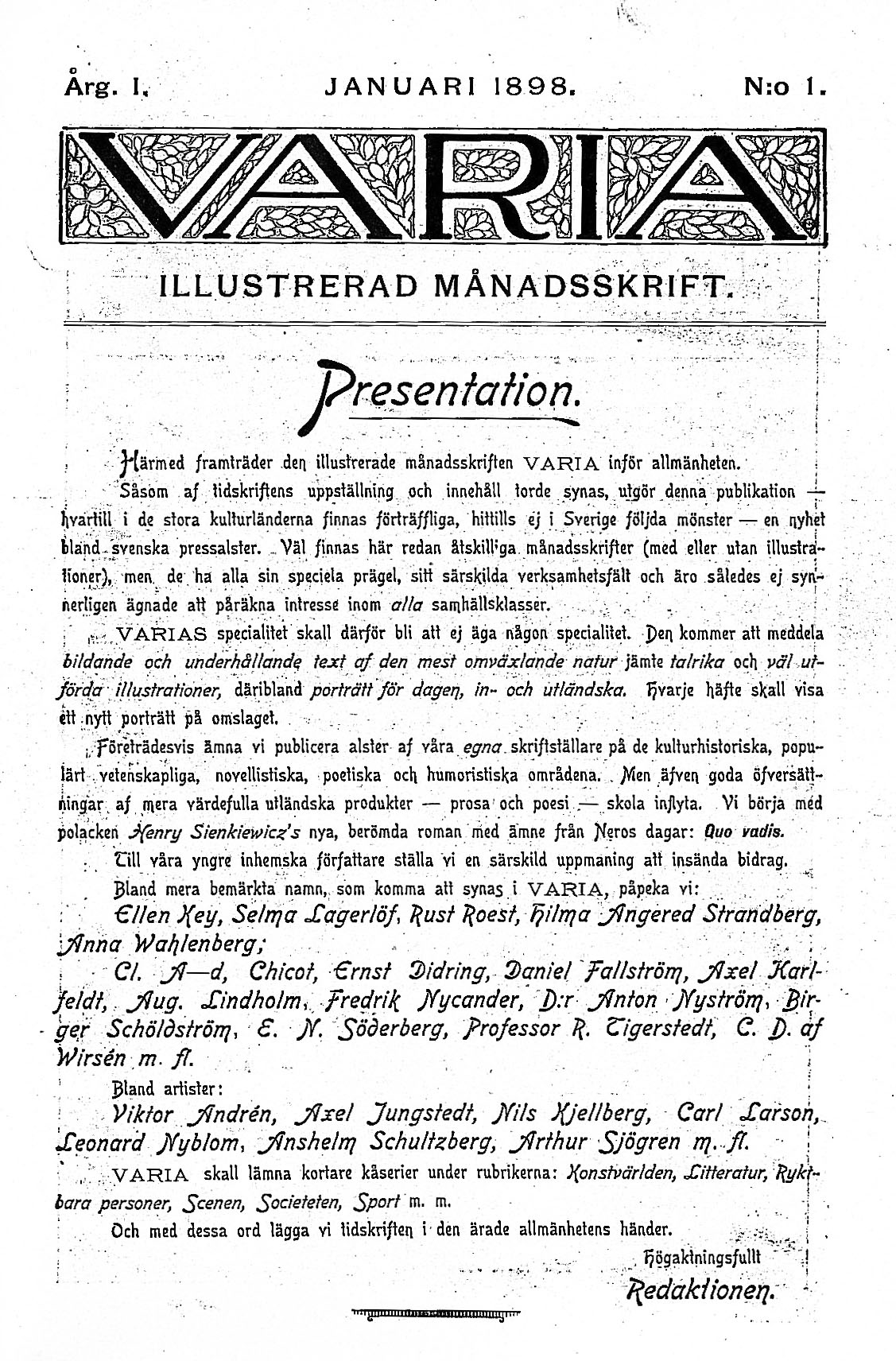
Titelsida till första numret av Varia, januari 1898.

Varia var en tidskrift startad 1898 av Torvald Nyström, som skulle "meddela bildande och underhållande text af den mest omväxlande natur". Den strävade efter att ge en övergripande europeisk kulturorientering som omfattade konst, teater, litteratur och populärvetenskap. 
Tidskriften såldes 1906 av de ursprungliga ägarna till Hvar 8 Dag och utkom därefter endast 1907 till 1908 varefter den lades ned.

## Henning Bergers omdöme
Henning Berger skriver i efterordet till sin bok Där ute, andra upplagan 1924:
"Under en nära tioårig vistelse i Amerika, mest i Chicago, träffade jag bland andra min gamle skolkamrat från "Lagårslande", Torvald Nyström, son till d:r Anton N. Ett vänskapsband knöts, som stärktes genom de relativt hårda villkor, vi båda levde under i det stora landet. Vi grubblade hit och dit över att komma hem och samtidigt medföra en idé som kunde göras fruktbärande i det gamla landet. Jag trodde mig till sist ha funnit en lösning: utgivandet av en månadstidskrift efter amerikanskt mönster. Det var sannerligen ingen lysande idé — det var ju bara att hugga typen ur det dussintal, som var månad lyste på alla bokdiskar. Vi valde Munzeys Magazine som lämpligast för vår plan och Nyström reste hem för att skaffa kapital till realiserandet. Det gick mot förväntan bra: t.o.m. ett tryckeri inköptes. Nyström startade också tidskriften och döpte den egenhändigt till "Varia" — en titel, jag personligen aldrig var riktigt glad åt. Ett år, eller så, efter, var jag hemma — julafton 1899. Och år 1900 övertog jag den redaktionella ledningen av Varia."

## Redaktörer
Torvald Nyström (1898-1900), Torvald Nyström och Henning Berger (1901–1904), Axel Berndtson (1905–1906) och P.G. Norberg (1907–1908).

## Ansvariga utgivare
Torvald Nyström (1898–1904), Karl Anders Viktor Malmström (1905), Axel Berndtson (1906) och Hjalmar Bratt (1907–1908).